# جایزه ادبی قیصر امین‌پور
جایزه ادبی قیصر امین پور یک جایزه ادبی غیردولتی است که به منظور معرفی آثار برگزیده شاعران جوان زیر عنوان جایزه کتاب سال به همت دفتر شعر جوان به مناسبت سالروز درگذشت قیصر امین پور (۸ آبان) برگزار می‌شود. قیصر امین پور، از جمله شاعران سرشناس پس از انقلاب اسلامی ایران است که شروع فعالیتش از حوزه هنری تهران بود.

## پیشینه
این جایزه توسط محمدرضا عبدالملکیان مدیرعامل سابق دفتر شعر جوان برای اولین بار در آبان ماه سال ۱۳۸۸ راه اندازی شد و به شاعران برگزیده جوان در آن سال اهدا شد و سپس بعد از چند سال وقفه در سال ۱۳۹۶ مجدداً این جایزه توسط دفتر شعر جوان و به مدیریت جدید بیوک ملکی احیا شد.

## شرایط شرکت در جایزه
«دفتر شعر جوان» هر سال این جایزه را با عنوان «جایزه کتاب سال شعر جوان» معروف به جایزه «قیصر امین پور» به شاعران برگزیده‌ای اهدا می‌کند که آثارشان توسط شورای داوری این جایزه تأیید شده باشد و سن آن‌ها در آن سال نیز کمتر از سی سال باشد و همچنین نوبت اول چاپ اثرشان مربوط به سال برگزاری باشد.

## برندگان
- رحمت الله رسولی مقدم
- میلاد عرفان‌پور
- علیرضا بدیع
- محمدمهدی سیار
- داریوش معمار
- مجید سعد آبادی
- علی ارجمند
- محمد رهام
- حامد ابراهیم پور
- الهام اسلامی
- سعید گل بیانی
- حمیدرضا عبداله زاده
- امیرعلی سلیمانی
- آرمین یوسفی
- رسول پیره
- فاضل نظری

## دفتر شعر جوان
«دفتر شعر جوان» از پاییز ۱۳۶۸ فعالیت‌های خود را با برنامه افتتاحیه نخستین دوره در کتابخانه عمومی پارک شهر آغاز کرد. قیصر امین‌پور، ساعد باقری، فاطمه راکعی، محمّدرضا عبدالملکیان و سیدحسن حسینی از ابتدا به عنوان اعضای هیئت مدیره، مسئولیت اداره امور دفتر شعر جوان را عهده‌دار بوده‌اند، در میانه راه محمّدرضا محمدی‌نیکو به این جمع پیوست. پس از خروج محمدرضا عبدالملکیان از این دفتر، بیوک ملکی و فاطمه سالاروند مسئولان اجرایی فعلی این دفتر هستند و عبدالجبار کاکایی نیز به اعضای هیئت مدیره این دفتر اضافه شده‌است.